# Greg e Colin Strause
Greg Strause (Waukegan, 16 gennaio 1975) e  Colin Strause (Waukegan, 8 novembre 1976) sono due artisti degli effetti speciali, registi e produttori cinematografici statunitensi.

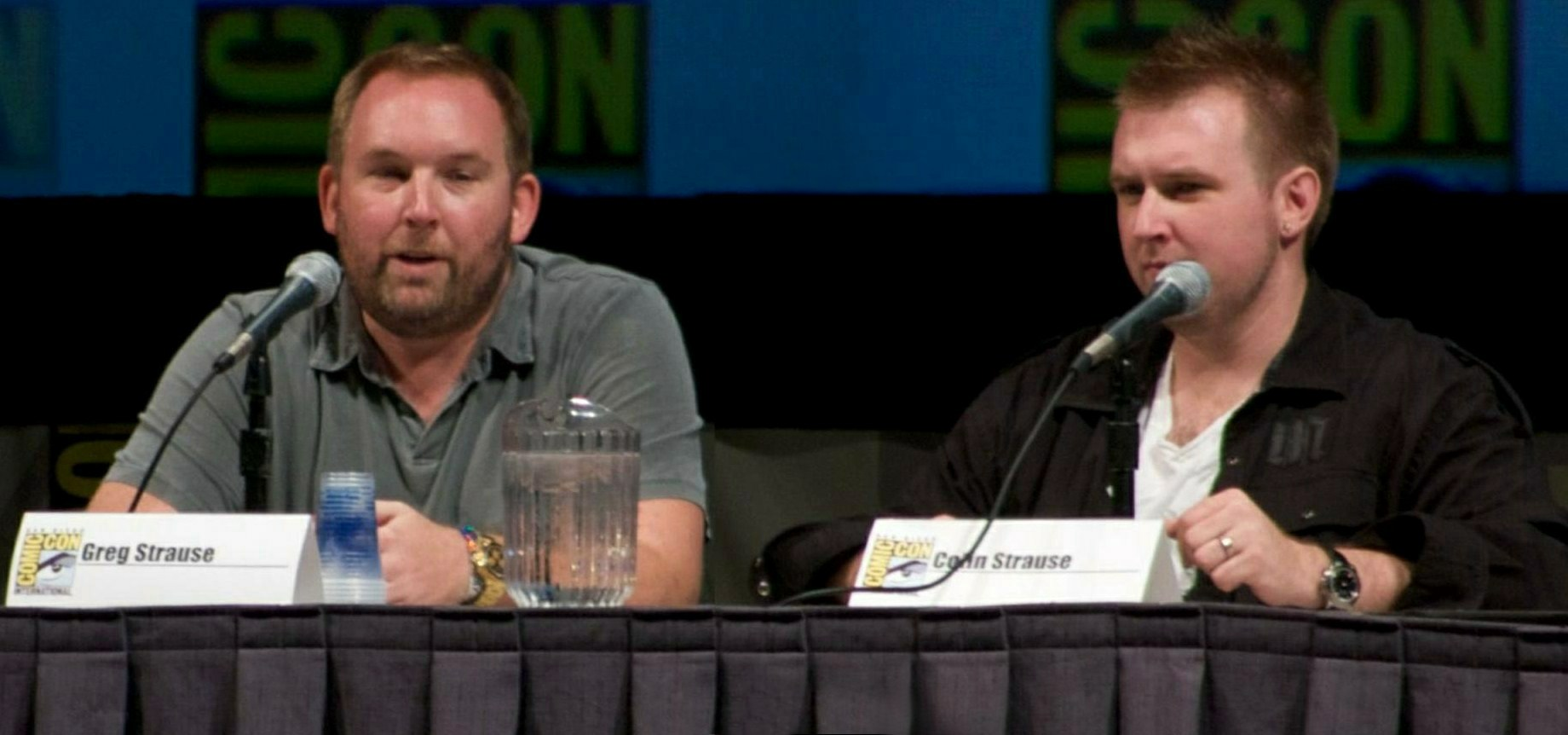
Greg e Colin Strause al San Diego Comic-Con International 2010

Con la loro società hanno curato gli effetti speciali dei maggiori successi cinematografici degli ultimi anni, come Titanic, Terminator 3 - Le macchine ribelli, The Day After Tomorrow - L'alba del giorno dopo, X-Men - Conflitto finale, Avatar e molti altri. Come registi hanno realizzato due film di fantascienza Aliens vs. Predator 2 e Skyline.

## Biografia
Fin da adolescenti condividono la passione per gli effetti speciali, nel 1995 si trasferiscono a Los Angeles ed iniziano a lavorare agli effetti speciali de Il professore matto, successivamente lavorano ad altri film ad alto budget come X-Files - Il film, Vulcano - Los Angeles 1997 e la sequenza dell'iceberg di Titanic. Lavorano inoltre nel campo della musica e degli spot pubblicitari, collaborando con artisti come U2, Britney Spears e Aerosmith e realizzando spot per Nike e Pepsi.
Nel 2000 Colin ha vinto un MTV Video Music Award per la miglior scenografia per il video dei Red Hot Chili Peppers, Californication. Questo porta i due fratelli ad approcciare alla regia, realizzano il videoclip di Crawling dei Linkin Park, ottenendo le candidature come miglior regia e miglior video rock agli MTV Video Music Awards del 2001. In seguito hanno diretto altri videoclip per artisti e gruppi come A Perfect Circle, Nickelback, Flyleaf, Disturbed e Staind.
La loro società di effetti visivi, Hydraulx, ha curato gli effetti speciali dei maggiori blockbuster degli ultimi anni; 300, X-Men - Conflitto finale, I Fantastici 4, Terminator 3 - Le macchine ribelli, Poseidon, per i quali Greg ha vinto un British Academy Film Awards (BAFTA).  Nel corso della loro carriera hanno diretto spot pubblicitari per Coca-Cola, Gatorade, Ford, Toyota e molti altri noti marchi.
Nel 2007 i fratelli Strause hanno debuttato alla regia cinematografica con il film Aliens vs. Predator 2. Uscito nel Natale del 2007, il film ha ottenuto generalmente recensioni negative, guadagnando però in tutto il mondo un lordo di oltre 120 milioni di dollari. In seguito continuano a lavorare nell'ambito dei video musicali e degli spot pubblicitari, per Usher dirigono i videoclip di Love in This Club e Moving Mountains, mentre per 50 Cent realizzano il video di Get Up. Nel 2009 i due fratelli hanno contribuito agli effetti speciali del kolossal di James Cameron Avatar. Nel 2010 dirigono e producono il thriller fantascientifico Skyline.

## Filmografia

### Effetti speciali e visivi
- Il professore matto (The Nutty Professor), regia di Tom Shadyac (1996)
- La pecora nera (Black Sheep), regia di Penelope Spheeris (1996)
- The Stupids, regia di John Landis (1996)
- Vulcano - Los Angeles 1997 (Volcano), regia di Mick Jackson (1997)
- Titanic, regia di James Cameron (1997)
- Paulie - Il pappagallo che parlava troppo (Paulie), regia di John Roberts (1998)
- X-Files - Il film (The X Files), regia di Rob S. Bowman (1998)
- Galaxy Quest, regia di Dean Parisot (1999)
- Da ladro a poliziotto (Blue Streak), regia di Les Mayfield (1999)
- Cruel Intentions - Prima regola non innamorarsi (Cruel Intentions), regia di Roger Kumble (1999)
- The Family Man, regia di Brett Ratner (2000)
- Rock Star, regia di Stephen Herek (2001)
- Gli ultimi fuorilegge (American Outlaws), regia di Les Mayfield (2001)
- Prigione di vetro (The Glass House), regia di Daniel Sackheim (2001)
- Band of Brothers - Fratelli al fronte - miniserie TV, 1ª puntata (2001)
- La cosa più dolce (The Sweetest Thing), regia di Roger Kumble (2002)
- Sorority Boys, regia di Wallace Wolodarsky (2002)
- Tuck Everlasting - Vivere per sempre (Tuck Everlasting), regia di Jay Russell (2002)
- Un ragazzo tutto nuovo (The New Guy), regia di Ed Decter (2002)
- Tutta colpa dell'amore (Sweet Home Alabama), regia di Andy Tennant (2002)
- Looney Tunes: Back in Action, regia di Joe Dante (2003)
- Terminator 3 - Le macchine ribelli (Terminator 3: Rise of the Machines), regia di Jonathan Mostow (2003)
- The Day After Tomorrow - L'alba del giorno dopo (The Day After Tomorrow), regia di Roland Emmerich (2004)
- Torque - Circuiti di fuoco (Torque), regia di Joseph Kahn (2004)
- Le avventure di Sharkboy e Lavagirl in 3-D (The Adventures of Sharkboy and Lavagirl 3-D), regia di Robert Rodriguez (2005)
- Kiss Kiss Bang Bang, regia di Shane Black (2005)
- xXx 2: The Next Level (xXx: State of the Union), regia di Lee Tamahori (2005)
- Constantine, regia di Francis Lawrence (2005)
- I Fantastici 4 (Fantastic Four), regia di Tim Story (2005)
- Herbie - Il super Maggiolino (Herbie Fully Loaded), regia di Angela Robinson (2005)
- Syriana, regia di Stephen Gaghan (2005)
- The Fog - Nebbia assassina (The Fog), regia di Rupert Wainwright (2005)
- Venom, regia di Jim Gillespie (2005)
- Æon Flux - Il futuro ha inizio (Æon Flux), regia di Karyn Kusama (2005)
- Poseidon, regia di Wolfgang Petersen (2006)
- A casa con i suoi (Failure to Launch), regia di Tom Dey (2006)
- Chiedi alla polvere (Ask the Dust), regia di Robert Towne (2006)
- Cambia la tua vita con un click (Click), regia di Frank Coraci (2006)
- Babel, regia di Alejandro González Iñárritu (2006)
- X-Men - Conflitto finale (X-Men: The Last Stand), regia di Brett Ratner (2006)
- 300, regia di Zack Snyder (2006)
- Aliens vs. Predator 2 (Aliens vs Predator: Requiem), regia di Fratelli Strause (2007)
- Invasion (The Invasion), regia di Oliver Hirschbiegel e James McTeigue non accreditato (2007)
- I Fantastici 4 e Silver Surfer (4: Rise of the Silver Surfer), regia di Tim Story (2007)
- Shooter, regia di Antoine Fuqua (2007)
- Jumper - Senza confini (Jumper), regia di Doug Liman (2008)
- L'incredibile Hulk (The Incredible Hulk), regia di Louis Leterrier (2008)
- Piacere Dave (Meet Dave), regia di Brian Robbins (2008)
- Il curioso caso di Benjamin Button (The Curious Case of Benjamin Button), regia di David Fincher (2008)
- Racconti incantati (Bedtime Stories), regia di Adam Shankman (2008)
- Fast & Furious - Solo parti originali (Fast & Furious), regia di Justin Lin (2009)
- X-Men le origini - Wolverine (X-Men Origins: Wolverine), regia di Gavin Hood (2009)
- 2012, regia di Roland Emmerich (2009)
- Avatar, regia di James Cameron (2009)
- Iron Man 2, regia di Jon Favreau (2010)
- Codice Genesi (The Book of Eli), regia di Albert Hughes e Allen Hughes (2010)
- Skyline, regia di Fratelli Strause (2010)
- Jonah Hex, regia di Jimmy Hayward (2010)
- I fantastici viaggi di Gulliver (Gulliver's Travels), regia di Rob Letterman (2010)
- World Invasion (Battle: Los Angeles), regia di Jonathan Liebesman (2011)

### Produttori
- The Bay, regia di Barry Levinson (2012)
- Beyond Skyline, regia di Liam O'Donnell (2017)

### Registi
- Aliens vs. Predator 2 (2007)
- Skyline (2010)